# Alycidae
Alycidae zijn  een familie van mijten. Bij de familie zijn 6 geslachten met circa 30 soorten ingedeeld.

## Taxonomie
De volgende zes geslachten zijn bij de familie ingedeeld:
- Alycus C.L.Koch, 1842
- Amphialycus Zachvatkin, 1949
- Coccalicus Willmann, 1952
- Laminamichaelia Uusitalo, 2010
- Orthacarus Zachvatkin, 1949
- Petralycus Grandjean, 1943